# .es

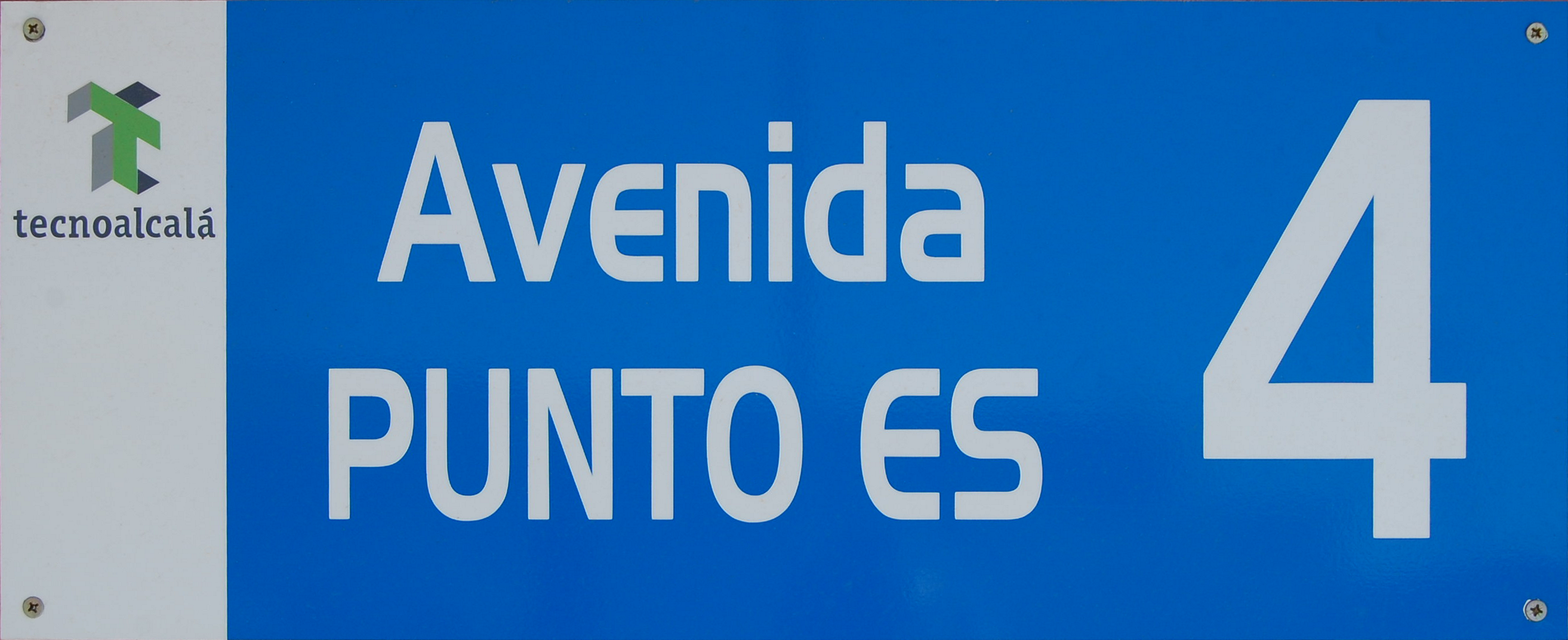
Cartel de la avenida "Punto Es", en el Parque Científico Tecnológico de la Universidad de Alcalá.

.es es el dominio de nivel superior geográfico (ccTLD) para España. También se lo utiliza para indicar que una página web está en idioma español, sin la necesidad de corresponder únicamente a España.
La extensión territorial .es fue concedida por ICANN en 1988 y gestionada en los primeros años por RedIRIS. Desde el 2000, la gestión corre a cargo de la Entidad Pública Empresarial Red.es, adscrita al Ministerio de Industria, Turismo y Comercio a través de la Secretaría de Estado de Telecomunicaciones y para la Sociedad de la Información.
Desde octubre de 2007, los dominios .es pueden incluir caracteres especiales, como la ñ, ç, · o vocales acentuadas á, é, í, ó, ú, ü (Castellano).
Una búsqueda en Google por site:es arroja alrededor de 6520 millones de resultados.

## Dominios de segundo nivel
- .com.es: Entidades comerciales.
- .nom.es: Nombres personales.
- .org.es: Organizaciones no comerciales.
- .gob.es: Entidades gubernamentales (restringido).
- .edu.es: Instituciones educativas (restringido).

## Cambios en normativa de concesión de dominios
La normativa para la concesión de los dominios .es ha sufrido diversos cambios a lo largo de su historia. Hasta noviembre de 2005 tenía multitud de restricciones y comprobaciones previas a su concesión (para el segundo nivel, el más demandado, era necesario tener la palabra exacta del dominio como marca registrada, coincidir con el nombre exacto de una empresa o asociación legalmente constituida o coincidir con el nombre y como mínimo un apellido del solicitante).
La nueva regulación de 2005 supone la liberación casi total para los dominios .es, el único requisito es tener algún tipo de vínculo con España y sólo se realizan comprobaciones previas a la concesión para los dominios de tercer nivel bajo el .gob.es y el .edu.es.
Las políticas restrictivas de asignación de dominios, junto con los altos precios del registro, han sido objeto de numerosas críticas desde diferentes sectores, especialmente asociaciones de usuarios de Internet.
La liberalización y el abaratamiento del registro de dominios ha producido que el número de dominios bajo el .es se haya triplicado en un año (85.309 registros en 2004, 298.600 registros en 2005). Se superaron los 2.000.000 de dominios .es registrados en 2022).
Una de las consecuencias de la liberalización es la aparición de Agentes Registradores Autorizados (en el 2023 más de 110) que son los únicos autorizados aparte de dominios.es de registrar un dominio .es.